# Karl-Friedrich Haas
Karl-Friedrich Haas (Berlino, 28 luglio 1931 – Norimberga, 12 agosto 2021) è stato un velocista tedesco.
Era il padre di Christian Haas, anch'egli corridore.

## Palmarès

### Olimpiadi
- Bronzo a Helsinki 1952 nella staffetta 4×400 metri.
- Argento a Melbourne 1956 nei 400 metri piani.

### Europei
- Argento a Berna 1954 nella staffetta 4×400 metri.